# Arctocyon
Arctocyon (do grego: arktos, urso; kyon, cão) é um gênero extinto de mamíferos pré-históricos, pertencentes à família dos Arctocyonidae. Eram da classe dos ungulados, sendo onívoros terrestres que viveram na Terra entre os anos 61.3 e 56.8 milhões a.C.
As nomenclaturas Claenodon e Neoclaenodon são sinônimos para Arctocyon.

## Características
Estes animais tinham o porte de um cachorro grande actual, mas que se apoiavam na sola das patas como os humanos e os ursos. Esta espécie viveu na Europa durante o período Paleoceno. A forma de seus dentes faz-se supor que se tratara de um animal onívoro (que se alimentaria tanto de carne quanto de plantas). Ele possuía uma cauda longa que talvez tenha sido usada para se dependurar nas árvores, porém é mais provável que fosse uma criatura terrestre.

### Espécies
Os Arctocyon possuíam uma ramificação em sua espécie.
- Arctocyon Blainville;
- Arctocyon primaevus Blainville;
- Arctocyon corrugatus;
- Arctocyon matthesi;
- Arctocyon ferox;
- Arctocyon latidens;
- Arctocyon montanensis;
- Arctocyon mumak.